# Megacarpaea iliensis
Megacarpaea iliensis är en korsblommig växtart som beskrevs av Vitaliǐ Petrovich Goloskokov och I.T. Vassilczenko. Megacarpaea iliensis ingår i släktet Megacarpaea och familjen korsblommiga växter. Inga underarter finns listade i Catalogue of Life.